# Markgraaf van Beixiang
De Markgraaf van Beixiang (Traditioneel Chinees: 北鄉侯; Vereenvoudigd Chinees 北乡侯; Pinyin: bĕi xīang hóu), soms ook Shaodiyi genoemd, was keizer van China in 125, uit de Han-dynastie. Zijn persoonlijke naam was Liu Yi. Hij was gekozen om Han Andi op te volgen na diens dood in 125, maar hij stierf snel nadat hij de troon had bestegen, waarna een staatsgreep van eunuchen die voorstander van Prins Bao waren, erin slaagden om het bewind van Keizerin-weduwe Yan omver te werpen, waarna ze Prins Bao op de troon plaatsten als Keizer Shun, postuum Han Shundi genoemd.
Er zijn geen historische bronnen die zijn leeftijd aangeven, maar hij was waarschijnlijk erg jong, misschien wel een kind. Zijn regering lijkt onrechtmatig te zijn geweest en hij is vaak verwijderd van de officiële lijst van keizers; vandaar dat hij 'markgraaf' in plaats van 'keizer' wordt genoemd, omdat dat de hoogste titel is die hij (naast het onwettige keizerschap) heeft verkregen.

## Familieachtergrond
Het is niet bekend wanneer Liu Yi is geboren, maar aangezien hij op jonge leeftijd de troon besteeg, moet hij  laat in Andi`s regering geboren zijn. Zijn vader was Liu Shou, de Vorst Hui van Jibei, en de zoon van Han Zhangdi, en dus was hij Andi`s neefje. Er is verder niets bekend over zijn moeder. Hij werd waarschijnlijk markgraaf in 120, toen vijf van zijn broers ook markgraven werden.

## Korte regering
Toen Andi in 125 stierf werd Prins Yi door Keizerin-weduwe Yan tot diens opvolger gekozen. Keizerin-weduwe Yans beslissing werd gesteund door een aantal vertrouwelingen van Andi: zijn stief-oom, Geng Bao, de eunuchen Jiang Jing en Fan Feng, en zijn min Whang Sheng. Gauw hierna wilde Keizerin-weduwe Yan en haar broer Yan Xian echter de volledige macht hebben en ze beschuldigden Fan, Wang, en Gen valselijk van misdaden. Fan werd geëxecuteerd en Wang en Gen werden samen met hun families verbannen. De Yan-broers werden de allermachtigste ambtenaren in de hoofdstad Luoyang en ze regeerden autocratisch.
Later dat jaar echter, werd de jonge keizer ernstig ziek en de eunuchen, trouw aan Liu Bao, vormden een samenzwering onder leiding van Sun Cheng, om de Yans omver te werpen. Gauw nadat Shaodiyi stierf, versloegen de eunuchen de Yans in een staatsgreep en plaatsten Prins Bao als Keizer Shun, later Han Shundi genoemd, op de troon. De Yans werden uitgemoord op Keizerin-weduwe Yan na, die echter wel al haar macht verloor.
Shundi besefte dat de voormalige Markgraaf van Beixiang jong en slechts een pion in Keizerin-weduwe Yans samenzwering was geweest en hij eerde hem niet als een wettige keizer. Later dat jaar liet hij hem begraven met het eerbetoon voor een keizerlijke prins, dus hoger dan als markgraaf, maar niet als keizer.

## Jaartitel
- Yanguang (延光; pinyin: yán gūang) 125